# Beth McKenzie
Beth McKenzie (* 30. Januar 1980 in Bryn Mawr als Beth Gerdes, später Beth Walsh) ist eine ehemalige US-amerikanische Triathletin und Ironman-Siegerin (2015, 2016).

## Werdegang

### Triathlon-Profi seit 2012
2008 startete sie bei ihrem ersten Triathlon und seit 2012 startet sie als Profi. 2012 heiratete sie den Triathleten James Walsh und startete dann als Beth Walsh. Im Mai 2014 kam ihre Tochter  zur Welt.
Nach ihrer Babypause startete sie 2015 wieder und im Juli gewann Beth Gerdes in Zürich auf der Langdistanz den Ironman Switzerland.
Am 1. Mai 2016 gewann die damals 36-Jährige in Port Macquarie den Ironman Australia und seit dem 12. Mai ist sie mit dem australischen Triathleten Luke Jarrod McKenzie verheiratet.

### Dopingsperre 2016
Im Februar 2017 wurde bekannt, dass sie nach einer Kontrolle im Mai 2016 wegen Dopings für zwei Jahre gesperrt wurde. McKenzie weist alle Schuld von sich und sagte, sie sei Opfer eines Sabotageaktes geworden. Im Mai Juli 2017 wurde sie Mutter einer zweiten Tochter.
Im August 2018 gewann sie auf der Mitteldistanz den Ironman 70.3 Bintan. Seit 2019 tritt sie nicht mehr international in Erscheinung.
Beth McKenzie lebt in Encinitas.

## Sportliche Erfolge
| Datum/Jahr    | Rang | Wettbewerb               | Austragungsort         | Zeit        | Bemerkung                                                                  |
| ------------- | ---- | ------------------------ | ---------------------- | ----------- | -------------------------------------------------------------------------- |
| 11. Aug. 2019 | 4    | Ironman 70.3 Philippines | Luzon                  | 04:54:55    |                                                                            |
| 19. Aug. 2018 | 1    | Ironman 70.3 Bintan      | Bintan                 | 04:32:46.43 |                                                                            |
| 2. Aug. 2015  | 2    | Ironman 70.3 Philippines | Camarines Sur          |             | Zweite hinter der Schweizerin Caroline Steffen                             |
| 16. Sep. 2012 | 1    | SuperFrog Triathlon      | Coronado (Kalifornien) | 04:37:09    | Siegerin – neben dem umstrittenen Sieg von Lance Armstrong bei den Männern |
| 2. Juni 2012  | 3    | Ironman 70.3 Hawaii      | Hawaii                 |             |                                                                            |
| 27. März 2010 |      | Ironman 70.3 California  | Oceanside              | 04:46:01    |                                                                            |

| Datum/Jahr    | Rang | Wettbewerb                | Austragungsort | Zeit     | Bemerkung                                                               |
| ------------- | ---- | ------------------------- | -------------- | -------- | ----------------------------------------------------------------------- |
| 1. Mai 2016   | 1    | Ironman Australia         | Port Macquarie | 09:10:28 | zweiter Ironman-Sieg – mit der schnellsten Marathon-Zeit bei den Frauen |
| 10. Okt. 2015 | 15   | Ironman Hawaii            | Hawaii         | 09:39:14 | [ 7 ]                                                                   |
| 19. Juli 2015 | 1    | Ironman Switzerland       | Zürich         | 09:21:05 |                                                                         |
| 7. Dez. 2014  | 4    | Ironman Western Australia | Busselton      | 09:04:38 | Neuer Streckenrekord für den Marathon in 2:58 Stunden                   |
| 8. Sep. 2013  | 4    | Ironman Wisconsin         | Madison        | 09:59:56 |                                                                         |
| 9. Juni 2013  | 5    | Ironman Cairns            | Cairns         | 09:55:23 |                                                                         |
| 9. Sep. 2012  | 2    | Ironman Wisconsin         | Madison        | 09:38:42 | Zweite hinter Elizabeth Lyles                                           |
| 9. Okt. 2010  | 51   | Ironman Hawaii            | Hawaii         | 10:13:53 |                                                                         |
| 1. Mai 2010   |      | Ironman St. George        | St. George     | 12:18:04 |                                                                         |

| Datum/Jahr    | Rang | Wettbewerb                 | Austragungsort             | Zeit     | Bemerkung |
| ------------- | ---- | -------------------------- | -------------------------- | -------- | --------- |
| 7. Dez. 2008  |      | Las-Vegas-Marathon         | Las Vegas                  | 03:03:19 |           |
| 13. Feb. 2011 |      | Palm Springs Half Marathon | Palm Springs (Kalifornien) | 01:24:55 |           |

(DNF – Did Not Finish)